# Arles-sur-Tech
Arles-sur-Tech (în catalană Arles) este o comună în departamentul Pyrénées-Orientales din sudul Franței. În 2009 avea o populație de 2.757 de locuitori.

## Evoluția populației
| An        | 1975  | 1982  | 1990  | 1999  | 2006  | 2009  |
| --------- | ----- | ----- | ----- | ----- | ----- | ----- |
| Populație | 2.945 | 2.889 | 2.837 | 2.700 | 2.718 | 2.757 |